# Cylindrothecium brevisetum
Cylindrothecium brevisetum là một loài rêu trong họ Entodontaceae. Loài này được Hook. & Wilson Schimp. mô tả khoa học đầu tiên năm 1851.